# マプト議定書
人及び人民の権利に関するアフリカ憲章に基づくアフリカにおける女性の権利に関する議定書（ひとおよびじんみんのけんりにかんするアフリカけんしょうにもとづくアフリカにおけるじょせいのけんりにかんするぎていしょ）は一般にマプト議定書（マプトぎていしょ）として知られる。
この議定書は、政治的プロセスに参加する権利、男性との社会的および政治的な平等、生殖 (妊娠、出産、避妊)の健全な決定における自律性の向上、女性器切除の根絶など、女性に対する包括的な権利を保証している。
名称が示すように、アフリカ連合によって、モザンビークのマプトで開催された人及び人民の権利に関するアフリカ憲章の議定書の形で採択された。

## 起草
1995年3月、女性人権団体のアフリカの法と開発における女性 (WiLDAF) が主催し、トーゴのロメで開催された会議において、女性の権利は人権の面でしばしば疎外されるという認識の下、アフリカにおける女性の権利に関する人及び人民の権利に関する特別な議定書の創出が呼びかけられた。 OAU (アフリカ統一機構) 会議は、1995年6月にアディスアベバで開催された第31回通常会期で、アフリカ人権委員会 (ACHPR) に対してこのような議定書の起案を命じた。
最初の草案は、ACHPRメンバーの専門家グループ、アフリカのNGOの代表者、および国際法律家委員会と協力してACHPRによって組織された国際オブザーバーによって作成され、1997年10月の第22回セッションでACHPRに提出され、他のNGOのコメントを求めて配付された。関連NGOと協力した改訂は10月から翌年1月までの様々なセッションで行われ、1998年4月、ACHPRの第23回セッションにおいて、コンゴ共和国の弁護士である Julienne Ondziel Gnelenga が最初の女性の権利に関する特別報告者への任命を承認し、女性の権利に関する議定書草案の採択に向けて働くことを彼女に委託した。OAU事務局は1999年に完成した草案を受理し、2000年にアディスアベバで開催されたアフリカ国家間委員会とACHPRの共同セッションにおいて、女性と子供の健康に影響を与える伝統的慣行に関する条約草案と統合された。2001年の専門家委員会および会議でのさらなる検討の末、草案作成プロセスは行き詰まってしまい、議定書は2002年に行われたアフリカ連合 (AU) の最初のサミットでは発表されなかった。
世界的モデルとしても知られるワリス・ディリー は、1997年に、女性器切除 (FGM) 撤廃を目指す国連特別大使に任命され、2002年にDesert Flower Foundation (砂漠の花基金) を設立し、女性器切除 (FGM) の撤廃運動を行った (彼女自身、ソマリアの遊牧民の出身で、5歳でFGMを施されている) 。また、2003年初頭、イクオリティ・ナウは、アフリカ連合に議定書を採用するよう働きかけるキャンペーンを組織するために、女性グループの会議を開催し、議定書の文書は国際標準に引き上げられた。これらのロビー活動が功を奏し、アフリカ連合は草案作成プロセスを再開し、完成した文書は2003年7月11日にアフリカ連合のセクションサミットで正式に採択された。

## 採択と批准

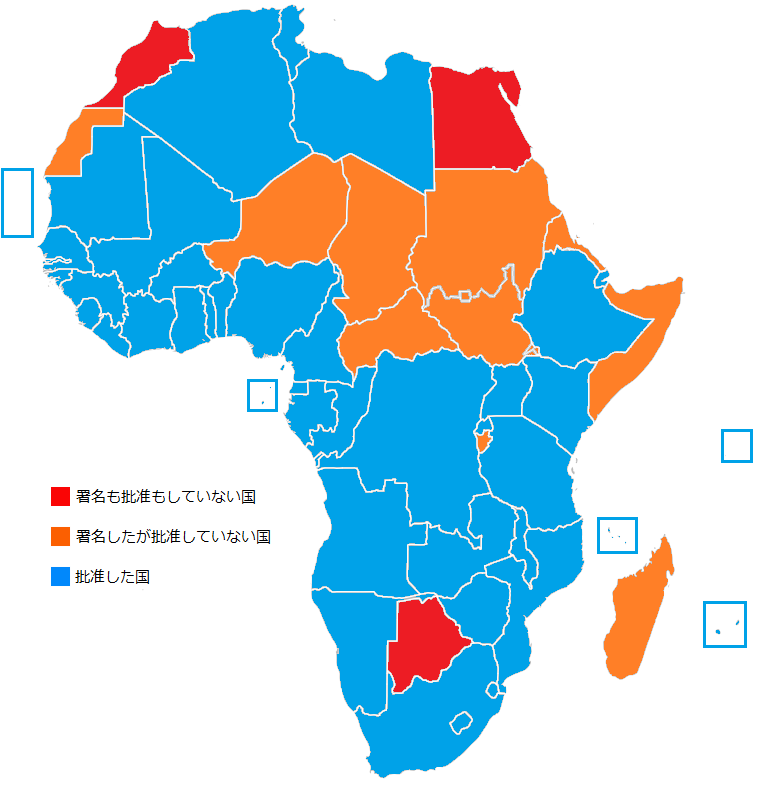
マプト議定書の批准プロセスの現状地図 (2019年10月16日時点)

議定書は、2003年7月11日にモザンビークのマプトで開催されたアフリカ連合の第2回サミットで採択された。2005年11月25日、発効に必要な15のアフリカ連合加盟国によって批准されたため、議定書が発効した。
2019年10月16日現在、アフリカ連合の55加盟国のうち、49ヶ国が議定書に署名し、42ヶ国が議定書を批准し寄託した。議定書に署名も批准もしていないAU加盟国はボツワナとエジプトとモロッコの3ヶ国のみ、署名したが批准していない国は、ブルンジ、中央アフリカ共和国、チャド、エリトリア、マダガスカル、ニジェール、サハラ・アラブ民主共和国、ソマリア、南スーダン、スーダンの10ヶ国である。批准していない国はアフリカ東部、北部に多く、女性器切除の風習が根強く残る地域と一致している。

### 保留
マプトサミットでは、いくつかの国が留保を表明した。
チュニジア、スーダン、ケニア、ナミビアおよび南アフリカは、結婚条項の一部について保留とした。エジプト、リビア、スーダン、南アフリカおよびザンビアは、「法的な結婚の無効化、離婚および解約」について保留した。また、ブルンジ、セネガル、スーダン、ルワンダおよびリビアは、第14条の「健全な生殖の制御に関する権利」について保留した。リビアは利益相反に関する点について保留を表明した。

### 批准に対する義務
議定書は条約の批准によって、締約国に法的および法以外の範囲において適切な措置を課している。例えば、女性に対する暴力に関して特定の法律を作ること、加害行為に対して法律を適用すること、と言った法整備を求めている。また、適切な財政的資源を暴力予防にあてること、意識高揚のための研修教育の実施、有害な慣習・慣行に対する意識の向上、司法・保健・シェルター設置など被害者のための救済措置を確保することなど、法以外の分野でも広汎な内容が含まれている。

## 条項
主要な条項は下記の通り。
- 第2条：女性に対する差別の撤廃
- 第3条：尊厳の権利
- 第4条：個人の生命、人格および安全に対する権利
- 第5条：有害行為の排除
  - 有害行為とは、女性の性器切除および女性に有害なその他の伝統的な慣行を指す。
- 第6条：結婚
- 第7条：結婚の無効化、離婚および解約
- 第8条：法の下の正義と平等な保護を受ける権利
- 第9条：政治および意思決定プロセスへの参加権
- 第10条：平和的生存権
- 第11条：武力紛争時における女性の保護
- 第12条：教育と訓練を受ける権利
- 第13条：経済的および社会的福祉の権利
- 第14条：健康な生殖の権利
- 第15条：食品安全の権利
- 第16条：適切な住宅の権利
- 第17条：ポジティブな文化的環境に対する権利
- 第18条：健康的で持続可能な環境に対する権利
- 第19条：持続可能な開発の権利
- 第20条：未亡人の権利
- 第21条：相続権
- 第22条：高齢女性の特別な保護
- 第23条：障害を持つ女性の特別な保護
- 第24条：遭難した女性の特別な保護
- 第25条：救済措置

## 反対
議定書への反対を推進する主に2つの論争要因が存在しており、1つ目は、主にカトリック教会および他のキリスト教修派によって反対される健康な生殖に関する条項、2つ目は、主にイスラム教徒によって反対される女性の性器切除、一夫多妻制に代表される重婚および他の伝統的な慣行に関する条項である。

### キリスト教の反対
ローマ教皇ベネディクト16世は、議定書を「中絶をひそかに平凡化する試み」であると述べた。アフリカのローマカトリック司教は、中絶を人権の一つと定義しているため、マプト議定書に反対している。米国に本拠を置くプロライフ擁護団体であるヒューマンライフインターナショナルは、議定書を「急進的な議題に対するトロイの木馬」と表現している。
ウガンダでは、強力な合同キリスト教評議会が、「性的暴行、レイプ、近親相姦、および妊娠の継続が母親の精神的、肉体的な健康、もしくは母親あるいは胎児の生命を危険にさらす場合」において中絶を保証している第14条が、伝統的なキリスト教の道徳と両立しないことを根拠に、条約を批准する動きに反対した。2006年1月のウガンダ政府と国民への公開書簡で、ウガンダのカトリック司教会議はマプト議定書の批准に対する反対を表明した。にもかかわらず、2010年7月22日に批准された。

### イスラム教の反対
ニジェールでは、2006年6月、議会が条約の批准に反対して投票を行い、賛成42、反対31、棄権4であった。このイスラム教徒の国では、議定書によって禁止または廃止されるいくつかの伝統は一般的である。2009年2月、ナイジェリアのイスラム教徒の女性グループはニアメに集まり、彼女らが「悪魔的なマプト議定書」と呼ぶ、少女の結婚年齢の制限と中絶を好ましくないものとして特定することに抗議した。
一方、ジブチでは、ジブチ政府と正義なくして平和なし (NPWJ) による呼び掛けで、女性器切除に関する準地域会議が開催され、この場で女性の性器切除に関するジブチ宣言が採択された後、2005年2月に議定書が批准された。この文書は、コーランは女性の性器切除を支持しておらず、反対に女性の性器切除の実施はイスラム教の教義に反すると宣言している。事実、女性器切除の風習はイスラム教の教義によるものではなく分布も一致しないばかりか、エチオピアはキリスト教信者が多数を占めるキリスト教国であるが、女性器切除の風習が根強い地域でもある。